# Teris
Els teris (Theria), són una subclasse de mamífers que comprèn la majoria de mamífers actuals (marsupials i placentaris), exceptuant l'ordre dels monotremes (mamífers que ponen ous). Es creu que aparegueren durant el Cretaci fa uns 120 milions d'anys.
Es caracteritzen pel fet que l'embrió es desenvolupa totalment o parcialment dins l'úter de la mare nodrint-se d'aquesta mitjançant un òrgan especialitzat, la placenta, rudimentària en els marsupials. És per això que se'ls considera vivípars.
No tenen cloaca (és a dir que tenen separades les obertures anal i urogenital), les glàndules mamàries tenen mugró, els ous són molt petits i l'orella sol tenir pavelló auricular. Tenen dues dentadures: la de llet i la definitiva. Es divideixen en metateris i euteris. Abans també incloïen els pantoteris, actualment considerats un tàxon invàlid.

## Filogènesi
Les relacions filogenètiques del teris son, segons Tree of Life Web Project, les següents:
|  | Marsupialia (marsupials)                 |
|  |                                          |
|  | \| \| Eutheria (placentaris) \| \| \| \| |
|  |                                          |
|  | Eutheria (placentaris)                   |
|  |                                          |

|  | Eutheria (placentaris) |
|  |                        |

|  | Marsupialia (marsupials)                 |
|  |                                          |
|  | \| \| Eutheria (placentaris) \| \| \| \| |
|  |                                          |
|  | Eutheria (placentaris)                   |
|  |                                          |

|  | Eutheria (placentaris) |
|  |                        |

|  | Marsupialia (marsupials)                 |
|  |                                          |
|  | \| \| Eutheria (placentaris) \| \| \| \| |
|  |                                          |
|  | Eutheria (placentaris)                   |
|  |                                          |

|  | Eutheria (placentaris) |
|  |                        |

|  | Marsupialia (marsupials)                 |
|  |                                          |
|  | \| \| Eutheria (placentaris) \| \| \| \| |
|  |                                          |
|  | Eutheria (placentaris)                   |
|  |                                          |

|  | Eutheria (placentaris) |
|  |                        |